# Акусба, Шамиль Раджеевич
Шамиль Раджеевич Акусба (20 августа 1912, с. Атара, Сухумский округ, Кутаисская губерния, Российская империя — август 1992, с. Лыхны, Гудаутский район, Грузия) — абхазский советский писатель

, поэт, переводчик. Лётчик.

## Биография
В РККА с 1936 года.
После окончания в 1938 году Одесского военного лётного училища был направлен для прохождения службы в Среднеазиатский военный округ. Освоил разные бомбардировщики («АНТ-40», «Р-5», «Пе-2» и др.). Служил в г. Чкалов. До начала Отечественной войны для продолжения учёбы был направлен в Академию ВВС.
Участник Великой Отечественной войны. Лейтенант, лётчик 386-го ночного бомбардировочного авиационного Новгородского полка. Участник Битвы за Москву, сражался на 1-м, 2-м и 3-м Прибалтийских фронтах, Волховском, Ленинградском и 1-м Белорусском фронтах. Совершил 415 боевых вылетов.

За время пребывания в действующей армии с 15 сентября 1943 года произвел 83 успешных боевых вылета по разгрому мотомеханизированных войск и живой силы противника на железнодорожных станциях: Новгород, Шимок, Вешки, Тютицы, Подберезы, Григорово, Борки, Нарва и Псков. За это время сбросил 1186 килограммов бомбового груза по различным объектам и уничтожил или повредил: автомашин с войсками и грузами — 13, зенитных точек — 16, железнодорожных вагонов — 5, прожекторов — 5, склад с горючим — 1, разрывами бомб вызвал 6 очагов пожаров большой силы и разрушил железнодорожное полотно на участке 2 километра" (21 апреля 1944 г.)— Наградной лист, за образцовое выполнение боевых заданий командования и проявленные при этом доблесть и мужество Акусба Шамиль Раджеевич удостоен ордена Отечественной войны 1-й степени
. Войну закончил майором, командиром полка.
После войны Ш. Акусба вернулся на родину. Много лет работал летчиком, диспетчером в Сухумском аэропорту. Затем — старший редактор издательства «Алашара».
Скончался в августе 1992 года в селе Лыхны. После завершения грузино-абхазского конфликта прах перенесен в г. Сухум.

## Творчество
Дебютировал как поэт. Как прозаик дебютировал в 1955 году в журнале «Алашара» («Свет») с рассказом «Это не случайность, дад!».
Произведения писателя печатались в журналах и газетах Абхазии, а также в журналах «Наука и религия», «Советский воин».
Писал на абхазском языке. Автор многих рассказов, повестей и очерков. Часть его произведений выходила на русском и грузинском языках.
Занимался переводами на абхазский язык, в том числе, произведения А. Гайдара, В. Катаева, Н. Думбадзе, Ф. Искандера, Х. Андерсена и др.
Член Союза писателей СССР и Союза писателей Абхазии.

## Избранные произведения
- Взлёт. Рассказы. Сухуми, 1958;
- Амулет, рассказ. Сухуми, 1958;
- Весёлая ночь. Рассказы. Сухуми, 1972;
- Огонь нартов. Рассказы. Сухуми, 1973;
- Мост. Рассказ. Сухуми, 1987;
- Накануне наступления. Рассказы-были и очерки. 1991;
- Перед боем : Были и очерки (Об абхазцах — участниках Великой Отеч. войны), Сухуми, 1991

## Награды
- Орден Красного Знамени
- Орден Отечественной войны I и II степеней
- медали СССР